# Seleção Andorrana de Futebol de Areia
A Seleção Andorrana de Futebol de Areia representa Andorra nas competições internacionais de futebol de areia (ou beach soccer). É controlada pela Federação Andorrana de Futebol (FAF), entidade que organiza a modalidade no país. Andorra fez sua estreia em 2008, disputando as eliminatórias da Copa do Mundo de futebol de areia.